# Страхування майна
Майнове страхування — галузь страхової діяльності, в якій об'єктом страхового захисту є майно в найрізноманітніших його проявах. До майнового страхування відносять: страхування засобів повітряного, наземного та водного транспорту, страхування вантажів, інших видів майна, страхування фінансових ризиків тощо.
Його економічне призначення полягає в компенсації шкоди, заподіяної страхувальнику внаслідок страхового випадку із застрахованим майном. Ідеться як про матеріальні, так і про фінансові збитки. Обсяг відповідальності страховика включає виплату страхового відшкодування страхувальникові в разі пошкодження або знищення матеріальних цінностей, а також у разі втрати страхувальником грошових коштів або неотримання ним запланованого доходу (прибутку) внаслідок страхових випадків, обумовлених договором страхування.
Особливістю цієї галузі є те, що в основу визначення страхової суми за договорами майнового страхування покладено дійсну вартість страхованих об'єктів. У разі страхування майна не на повну вартість збитки при настанні страхової події, як правило, також не відшкодовуються в повному обсязі.

## Система страхового забезпечення
Розмір відшкодування залежить від системи страхового забезпечення, передбаченої конкретним договором страхування. У майновому страхуванні використовують три системи страхового забезпечення: пропорційну, систему першого ризику і граничну (граничного відшкодування).
- Пропорційна система передбачає виплату відшкодування в тій самій пропорції щодо реального збитку, в якій страхова сума за договором перебуває відносно дійсної вартості застрахованого майна.

- Система першого ризику передбачає повне відшкодування збитків, завданих застрахованому майну, але в межах страхової суми за договором. Тобто якщо при використанні пропорційної системи страховик бере до уваги загальний обсяг збитків і відшкодовує його в певній пропорції, то в разі використання системи першого ризику обсягом збитків, який перевищує страхову суму, страховик просто нехтує. Зазначений обсяг вважається «другим» ризиком (на відміну від «першого», який підлягає відшкодуванню і від якого походить назва цієї системи).

- Система граничного відшкодування використовується в тих видах майнового страхування, де страховик має компенсувати збитки страхувальника, які обчислено як різницю між заздалегідь обумовленою границею (звідси назва системи) і фактичним рівнем доходів. Ця система поширюється на страхування врожаю, втрат від простоїв у виробництві тощо.

## Страхування майна фізичних осіб (громадян)
Розмір ризику при страхуванні майна фізичної особи, як правило, значно менший, аніж розмір ризику юридичної особи.
Крім того, ризики фізичної особи достатньо прості й однорідні, тому досить часто страховик може видавати стандартний страховий поліс. А ризики юридичної особи складні і неоднорідні, тому часто постає потреба створювати індивідуальні програми страхового покриття.
Процес прийняття на страхування ризиків фізичної особи — здебільшого річ відносно нескладна. Інколи страховики навіть обходяться без попереднього огляду майна, що страхується. Чого не можна сказати про прийняття на страхування ризиків юридичних осіб. Тут завжди потрібний попередній огляд, оскільки ці ризики істотно різняться між собою.
Об'єктами страхування у громадян звичайно виступають власні житлові і дачні будинки, господарські споруди, автомобілі, домашнє майно, домашні і сільськогосподарські тварини. Перелік об'єктів майнового страхування юридичних осіб значно ширший. Він включає будівлі і споруди, машини і технологічне устаткування, електронне обладнання, транспортні засоби всіх видів, вантажі, будівельно-монтажні та інженерні ризики, фінансово-кредитні ризики тощо. Відповідно до перелічених об'єктів в обох підгалузях виокремлюються конкретні види страхування.
Страхування майна, як правило, здійснюється лише в добровільній формі. Законодавством України передбачені лише два види обов'язкового страхування майна: страхування авіаційних суден і страхування врожаю сільськогосподарських культур та багаторічних насаджень у державних сільськогосподарських підприємствах.
Страхування майна фізичних осіб (особистого майна):
- будівлі та квартири громадян;

- домашні тварини;

- транспорт;

- домашнє майно та майно на садибі;

- інше майно.

## Страхування майна юридичних осіб
Складність ризиків юридичних осіб часто спонукає страховика скористатися послугами кваліфікованого страхового посередника (брокера) з його досвідом і знанням, а при страхуванні майна фізичних осіб страховик може сам пропонувати поліси клієнтам, а також використовувати послуги будь-якого посередника: банку, пошти, автостоянки тощо.
Страхування майна юридичних осіб (виробничого майна):
- нерухоме майно;

- обладнання;

- устаткування;

- транспортні засоби;

- вантажі;

- інструменти;

- інше майно підприємств.

## Класифікація майнового страхування за групами ризику
- страхування майна від вогневих ризиків та стихійного лиха (вогневе страхування);

- страхування сільськогосподарських культур від стихійних явищ, посухи, граду тощо;

- страхування тварин на випадок загибелі в результаті хвороби та нещасних випадків;

- страхування засобів транспорту від аварій, крадіжок та інших ризиків.

## Основні положення Закону України «Про страхування» (від 2006р.)
Відповідно до ст. 6 Закону України «Про страхування» (2001), видами добровільного майнового страхування, на які видається ліцензія, є:
- страхування залізничного транспорту;

- страхування наземного транспорту (крім залізничного);

- страхування повітряного транспорту;

- страхування водного транспорту (морського внутрішнього та інших видів водного транспорту);

- страхування вантажів та багажу (вантажобагажу);

- страхування від вогневих ризиків та ризиків стихійних явищ;

- страхування іншого майна.

У ст. 7 згаданого Закону передбачені такі види обов'язкового майнового страхування:
- авіаційне страхування цивільної авіації;

- страхування засобів водного транспорту;

- страхування врожаю сільськогосподарських культур і багаторічних насаджень державними сільськогосподарськими підприємствами, врожаю зернових культур цукрових буряків сільськогосподарськими підприємствами всіх форм власності;

- страхування майнових ризиків за угодою про розподіл продукції у випадках, передбачених Законом України «Про угоди про розподіл продукції»;

- страхування майнових ризиків при промисловій розробці родовищ нафти та газу у випадках, передбачених Законом України «Про нафту і газ»;

- страхування об'єктів космічної діяльності (наземна інфраструктура), перелік яких затверджується Кабінетом Міністрів України за поданням Національного космічного агентства України;

- страхування об'єктів космічної діяльності (космічна інфраструктура), яка є власністю України, щодо ризиків, пов'язаних з підготовкою до запуску космічної техніки на космодромі, запуском та експлуатацією її у космічному просторі;

- страхування тварин на випадок загибелі, знищення, вимушеного забою, від хвороб, стихійних лих та нещасних випадків у випадках та згідно з переліком тварин, встановленим Кабінетом Міністрів України;

- страхування ліній електропередач та перетворюючого обладнання передавачів електроенергії від пошкодження внаслідок впливу стихійних лих або техногенних катастроф та від протиправних дій третіх осіб.

## Ринок страхування майна
За підсумками 2016 року страхування майна в портфелях страхових компаній складало 10 %, медстрахування — 8,6 %, страхування фінризиків — 7,5 %, страхування від нещасних випадків — лише 2,7 %.